# 消防士
消防士（しょうぼうし）

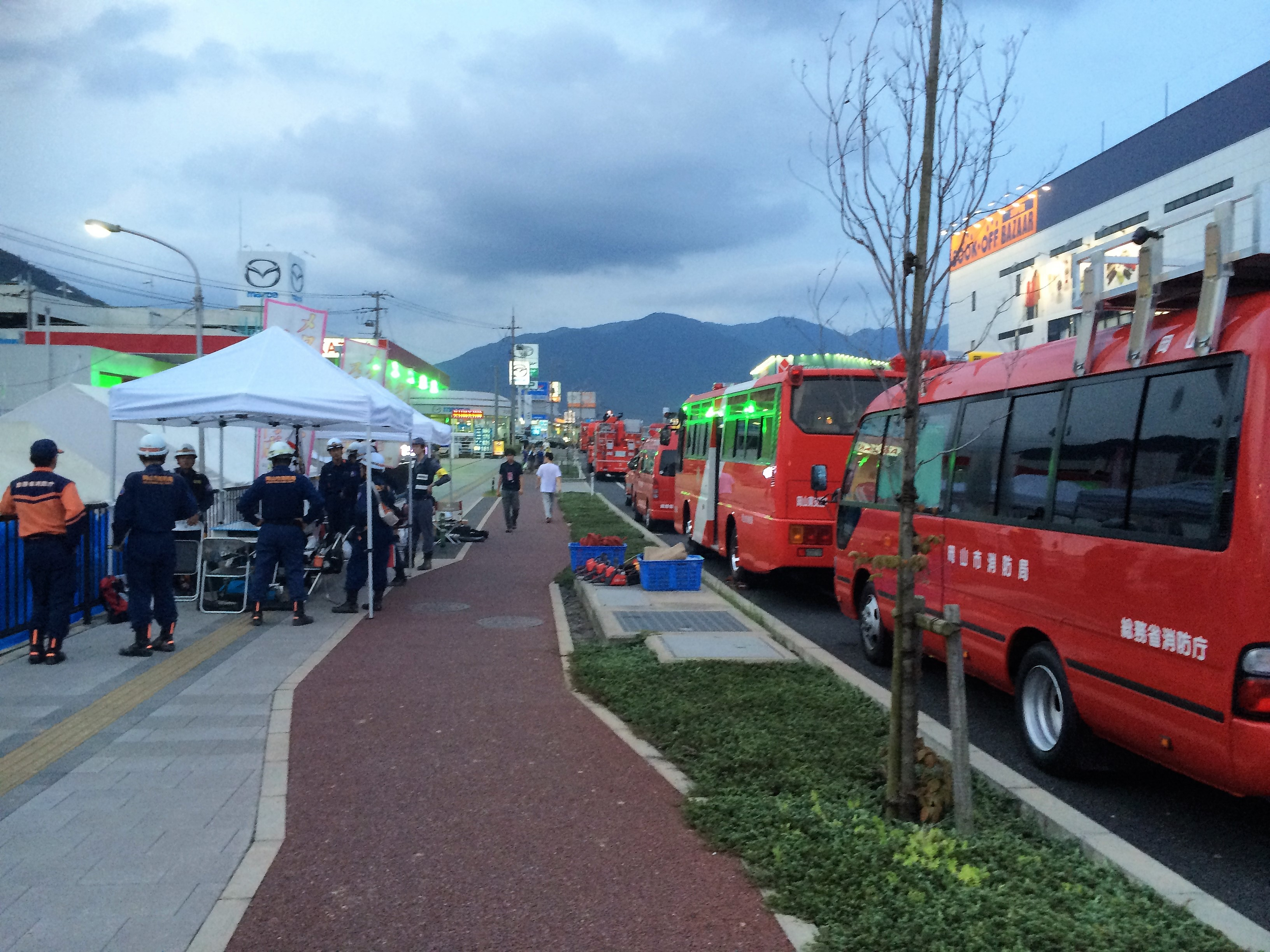
平成26年8月豪雨による広島市の土砂災害で現場に展開した消防隊。

- 消防に所属する職員のうち、火災が発生した際に火災現場へ赴く者である。
- 日本の消防に所属する消防吏員の階級の一つ。

## 概要
消防に所属する職員のうち、火災が発生した際に火災現場へ赴く者である。消防隊員（しょうぼうたいいん）とも呼ばれている。消防士の仕事は、発生した火災の抑圧・沈静化と人命救助の2つである。
火災の食い止めは、日ごろから火災を防止するための広報、または各種消防用設備の点検などといったことを始め、実際に火災が発生した際には消防車で現場に赴き、火災を最小限へ抑える努力をする。火災を最小限に抑える方法として「火を消す」という方法が最も素早く、ポンプで水を汲み上げて放水したり、消火器を使用したりして火を消す。人命救助は、火災現場で取り残されている人を助け出すことが主で、上層階などにいる人に対してははしご車などを駆使して助け出す。
日本の消防組織は、国の機関である消防庁と、地方自治体の消防本部や消防署、さらには消防団からなる。消防団は、普段は別の仕事をしている人がいざというときに駆けつけるもので、大半の消防活動は自治体に置かれた消防本部や消防署が行っている。
消防活動ですぐ思い浮かぶのが消防車で出場（日本の消防では出動ではなく、現場に赴くという意味で出場と呼ぶ）し、消防隊（ポンプ隊）による火災の消火である。これ以外には各種の災害対策や救助隊（レスキュー隊）による救助活動、救急隊による救急搬送、火災・災害予防のための指導や規制、防災のための広報活動などがその主な仕事である。

## 採用
採用は消防本部単位で行われる。東京消防庁の例でいうと、募集は大学卒業程度を対象としたI類、短大卒程度のII類、高卒程度のIII類、さらに法律や建築、電気、化学などの専門知識がある人を対象にした専門系に分けて行われている。消防官採用試験は、一次試験と二次試験の2段階で実施される。一次試験では、一般教養試験と論作文試験といった筆記試験が課されている。東京消防庁以外の自治体の消防官の一般教養試験の出題傾向は、市町村職員採用試験の一般教養試験と同じである。一般行政事務職と消防官職の一次試験の期日が同じ場合、一般教養試験の問題も同じとなっている。東京消防庁の一般教養試験は、自然科学の出題数が多く、一般教養試験45問中9–10問が出題されている。消防官採用試験の難易度は、「警察官採用試験」、「市役所職員採用試験」とほぼ同程度である。採用試験に合格すると、全員が消防学校に入校する。期間は専門系とIII類が9か月、II類とI類は1年。ここで消防の基礎知識、技術、体力などを身につけるとともに、消防活動を行ううえで必要な国家資格も取得する。消防学校を卒業すると各消防署に配属され、一定の実務経験を積んで「救急の仕事がしたい」「消防車の運転をしたい」などといった希望を出すと、勤務の実績などを考慮されたうえで、今度は専門の研修を受けることになる。専門家を養成する研修は、化学、医学、外国語、ヘリコプターの操縦など、全部で80種類以上あるという。

## 各国の消防士

### 日本の消防の階級としての「消防士」

消防士の階級章

日本において「消防士」は消防職員の中で、消火・救急・救助・査察などの業務を行う消防吏員の10階級中最下位の階級である（警察官の階級でいうと巡査にあたる）。消防吏員の階級については総務省消防庁の定める消防吏員の階級の基準第1条に規定されており、全国の消防本部を設置する市町村においては、この基準に基づき消防吏員の階級を定めている。詳細は消防吏員を参照のこと。
消防職員は、消防署に配属される前に消防学校で学生として消防活動に必要な知識を学んだり訓練を受けることになるが、この時の階級は消防士である。なお学費は無料である。
階級章は黒の地に金帯が1本、その上に消防章が1つ。
一般的には消防職員の事をすべて消防士と呼ぶ場合が多いが、日本においては正しくは消防本部に勤務する公務員は消防職員であり、その中で消火・救急・救助・査察などの業務を行う者が消防吏員でその消防吏員の一番下の階級が消防士である。近年は、警察官や自衛官との類推から「消防官」という呼称が当局の公式な文書（例として消防本部の職員募集ポスター）でさえ使用されることもある。

### アメリカ合衆国

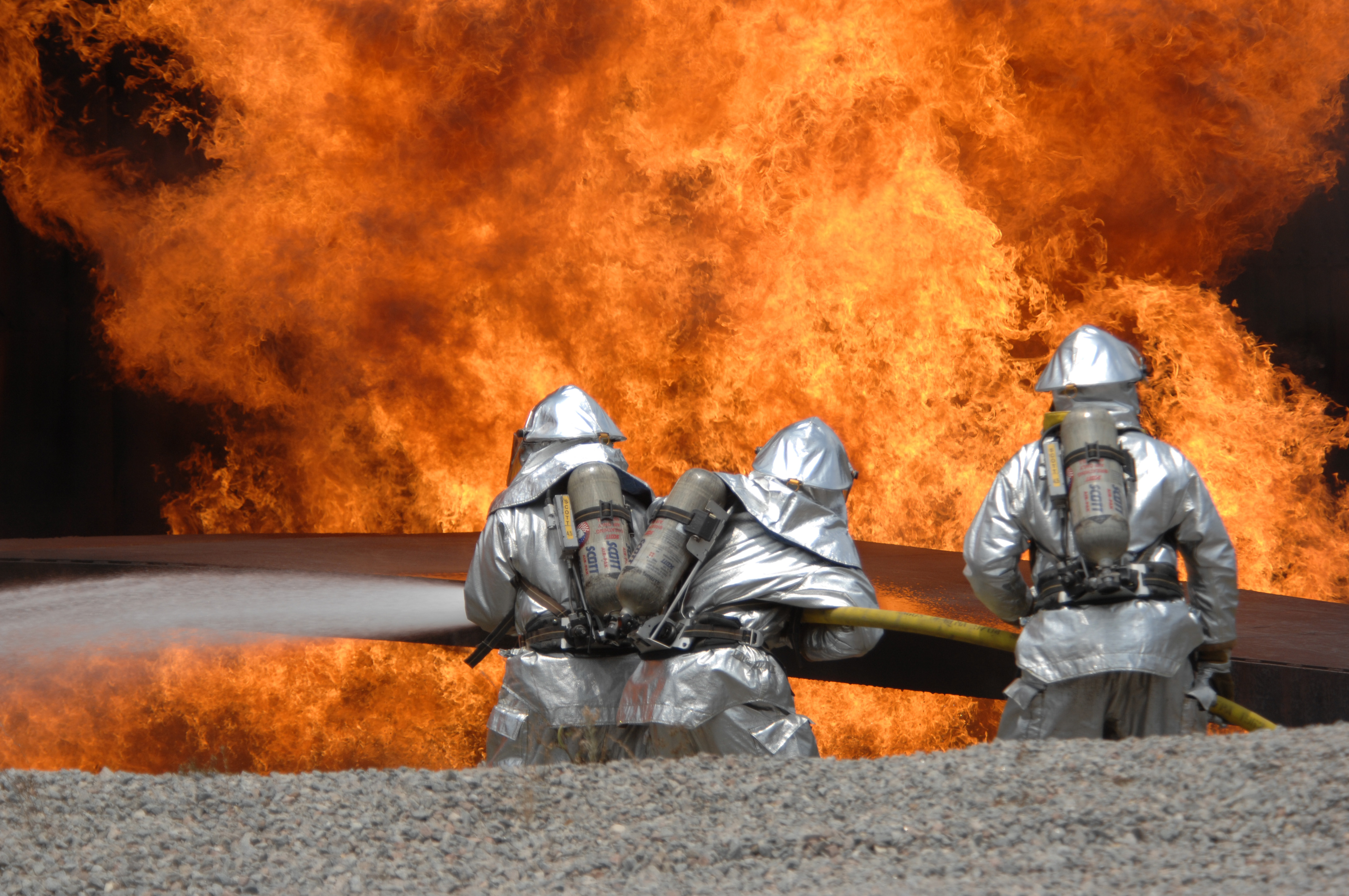
アメリカの消防士。

アメリカ合衆国連邦緊急事態管理庁傘下のアメリカ合衆国消防局が統括している。
消防士は歴史的な経緯から、警察官と同じくアイルランド系アメリカ人が多い。
カリフォルニア州では危険度が低い受刑者の刑務作業として、山火事発生時に防火帯を作るなどの補助作業担当する「受刑者消防隊」に志願することが可能である。

## 消防士の装備
- 防火服（英語版）、携帯警報器（英語版）、自給式呼吸器（英語版）(SCBA)、大型油圧救助器具（英語版）、エントリーツール（英語版）
- 消火ホース（英語版）、en:Hard suction hose

### 旧装備
19世紀に至るまで大きな発展はなかった。
- 江戸時代の日本の装備については火消道具を参照。
- ローマ帝国の装備については de:Feuerwehren im Römischen Reich#Methoden der Brandbekämpfung を参照。江戸時代の日本の火消道具とほとんど変わらない。

19世紀の終わりごろに、新鮮な空気をホースで送り、目の部分に窓が付いたヘルメット (Rauchhelm) が開発された。開発したアルトナの消防署長 König から名前をとり、Königscher Rauchhelm とも呼ばれる。

## 消防士の疾病リスク
- 熱傷 - 手甲部、頭部付近（顔面、頚部、気道）の熱傷が多い[4]。
- 建物の崩落リスク。
- 心血管疾患 - ハーバード大学公衆衛生学部は「心疾患による死亡率が最も高い職業は消防士」との研究結果を発表した[5]。
- 悪性腫瘍（がん） - アスベスト、ダイオキシンなどの火災時に発生する有害物質や放射線にさらされることが多く、がんのリスクが高くなると指摘されている[6][7][8]。状況によっては、さらにリスクが高くなる[9]。
- 精神疾患 - 被災者の負傷を見ることが多く、PTSDなどの精神的なストレスを受け発症しやすい[10][11]。
- 音響外傷 - サイレン、火災報知機の警告音、消防装備の駆動音等の大音響に晒されるため[12][13]。

## 消防士が登場する作品

### 実写映画
- アメリカ消防夫の生活 (1903)
- チャップリンの消防夫 (1916)
- 街の灯の見櫓（英語版） (1927) [14][15][16]
- 青い炎（英語版）(1936) [17][18][19]
- タワーリング・インフェルノ (1974)
- ファイヤー・ファイター／女性消防士物語（英語版）(1986) [20]
- バック・ドラフト (1991)
- リベラ・メ (2000)
- コラテラル・ダメージ (2002)
- 炎のメモリアル (2004)
- オンリー・ザ・ブレイブ (2017)
- バックドラフト2/ファイア・チェイサー (2019)
- モエカレはオレンジ色 (2022)
- ノートルダム 炎の大聖堂 (2022)

### 劇場アニメ
- ミッキーの消防夫（英語版） (1930) [21]
- ミッキーの消防隊（英語版） (1935) [22]
- め組の大吾 火事場のバカヤロー (1999)
- Fireheart (2022)

### テレビドラマ
- 消防官物語・風に立て (1981–1982)
- 救急戦隊ゴーゴーファイブ (1999–2000)
- 火消し屋小町
  - 関西テレビ版(2000)
  - NHK版(2004)
- 火災調査官・紅蓮次郎 (2003–2015)
- FIRE BOYS 〜め組の大吾〜 (2004)

### テレビアニメ
- 炎炎ノ消防隊
  - 第1期 (2019)
  - 第2期 (2020)
  - 第3期第1クール (2025)（予定）[23]
  - 第3期第2クール (2026)（予定）[23]
- め組の大吾 救国のオレンジ (2023–2024)

### 小説
- 消防女子!!女性消防士・高柳蘭の誕生 (2012)
- 炎の塔 (2018)[24]
- 火災調査官 (2018)[25]

### 漫画
- 駿河の雷太[26] (1991–1992)
- め組の大吾 (1995–1999)
- 火消し屋小町 (1998–2004)
- 紅蓮次郎・炎のプロファイル (1998–2009)
- 炎上 男たちは飛び込んだ―「ホテル・ニュージャパン」伝説の消防士たち (2002)[27]
- 火災調査官ナナセ (2005-2007)
- ファイヤー・ガール (2013-2015)
- 消防女子!! (2013?)
- タケヤブヤケタ (2015?-?)[28]
- 炎炎ノ消防隊 (2015-2022)
- モエカレはオレンジ色 (2016–)
- 指先から本気の熱情～チャラ男消防士はまっすぐな目で私を抱いた～ (2018–)
- め組の大吾 救国のオレンジ (2020–)
- 神命のレスキュー (2023–)[29]

### 舞台
- ORANGE (2004)
- 炎炎の消防隊
  - 炎炎ノ消防隊 (2020)
  - 炎炎ノ消防隊 -破壊ノ華、創造ノ音- (2022)
  - 炎炎ノ消防隊 -地下からの奪還- (2022)
  - 炎炎ノ消防隊 -五つ目の柱- (2023)

### 児童書
- しょうぼうじどうしゃ じぷた (1966)
- ちいさいしょうぼうじどうしゃ (1970)[30]
- おしごとのおはなし　消防士　ひみつのとっくん (2016)[31]